# Георгий I (царь Абхазии)
Георгий I (груз. გიორგი I) — царь Абхазии с 864 по 871 год. Был третьим сыном Леона II и преемником Деметрия II. Его прозвище «Агцепели» (груз. აღწეფელი) связано с его бывшим владением Агцепи.

## Биография
«Диван абхазских царей» называет его братом своего предшественника, но не указывает продолжительность его правления. Согласно грузинским хроникам, он действительно брат Феодосия и Деметрия и сын Леона. Георгий I взял под свой контроль Картли и передал его Тинену, сыну своего брата Деметрия II, чей второй сын Баграт, как сообщается, был сослан в Византийскую империю по неизвестной причине. После смерти Георгия I его жена, имя которой не указано, соблазненная дворянином Иоанном Шавлиани, казнила Тинена и попыталась убить Баграта, чтобы отдать трон Абхазии своему возлюбленному.